# Rhodes University
Rhodes University – południowoafrykańska uczelnia publiczna zlokalizowana w mieście Makhanda. Powstała w 1904 roku.